# Paragymnomerus spiricorniformis
Paragymnomerus spiricorniformis (лат.) — род одиночных ос семейства Vespidae.

## Распространение
Палеарктика: Закавказье.

## Описание
Клипеус с выемкой на переднем крае. Между основным и предвершинным зубцами жвал вырезка. На тергитах брюшка жёлтые отметины в виде преревязей. Гнёзда в земле. Взрослые самки охотятся на личинок насекомых для откладывания в них яиц и в которых в будущим появится личинка осы. Провизия — ложногусеницы пилильщиков.